# Telipogon stinae
Telipogon stinae là một loài thực vật có hoa trong họ Lan. Loài này được Dodson & Dalström miêu tả khoa học đầu tiên năm 1984.